# اج‌واتر (میامی)
اج‌واتر (به انگلیسی: Edgewater) یک منطقهٔ مسکونی در ایالات متحده آمریکا است که در میامی واقع شده‌است. اج‌واتر ۱۵٬۰۰۵ نفر جمعیت دارد.